# Великомежиріцький парк
Великомежирі́цький парк — парк-пам'ятка садово-паркового мистецтва місцевого значення в Україні. Об'єкт природно-заповідного фонду Рівненської області.
Розташований у межах Корецького району Рівненської області, у північній частині села Великі Межирічі.
Площа 7 га. Статус надано згідно з рішенням обласної ради від 27.05.2005 року № 584. Перебуває у віданні Великомежиріцької сільської ради.
Статус надано з метою збереження давнього парку, закладеного на території Маєтку Стецьких.

Світлини
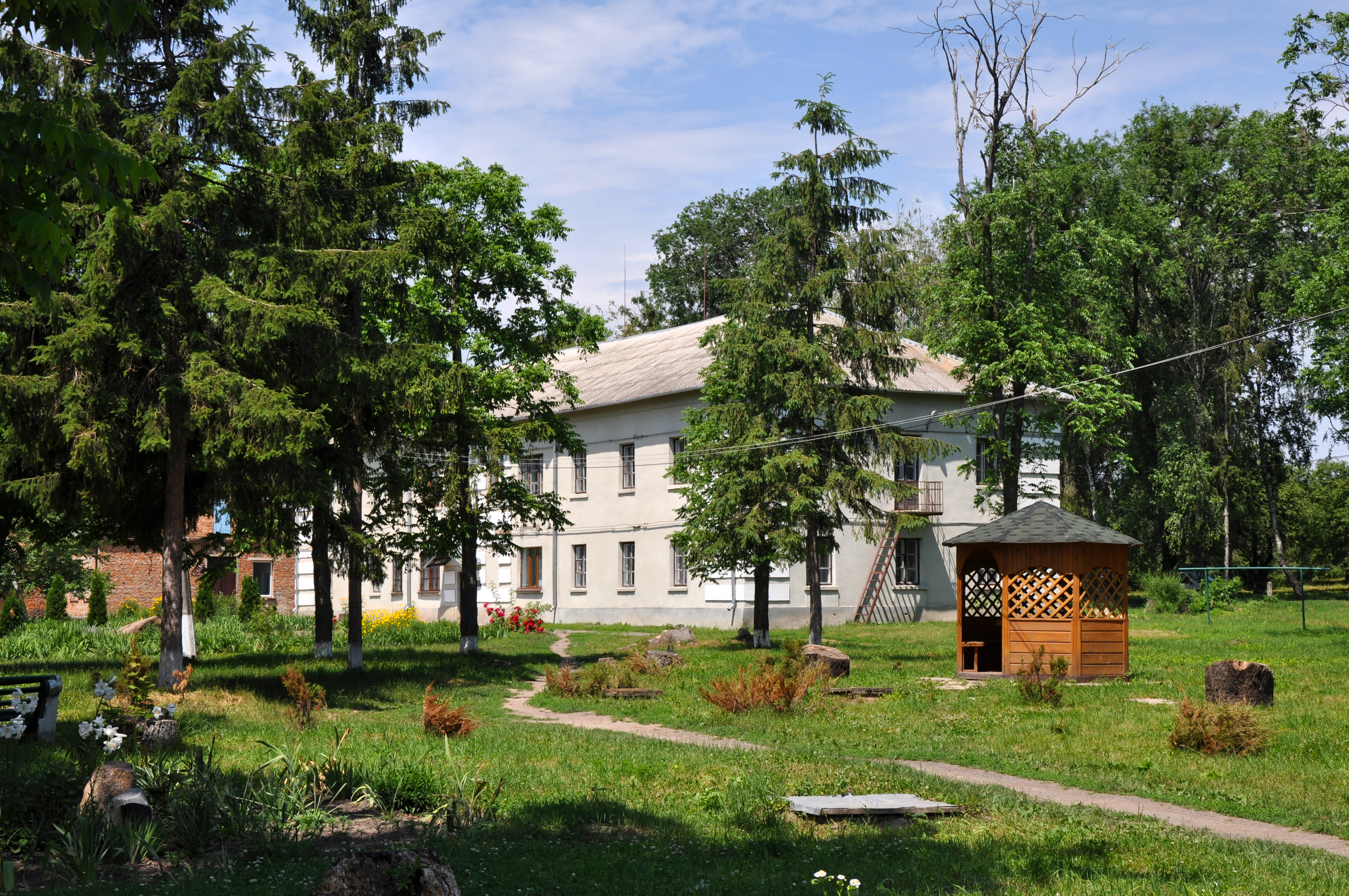
Будівля в парку
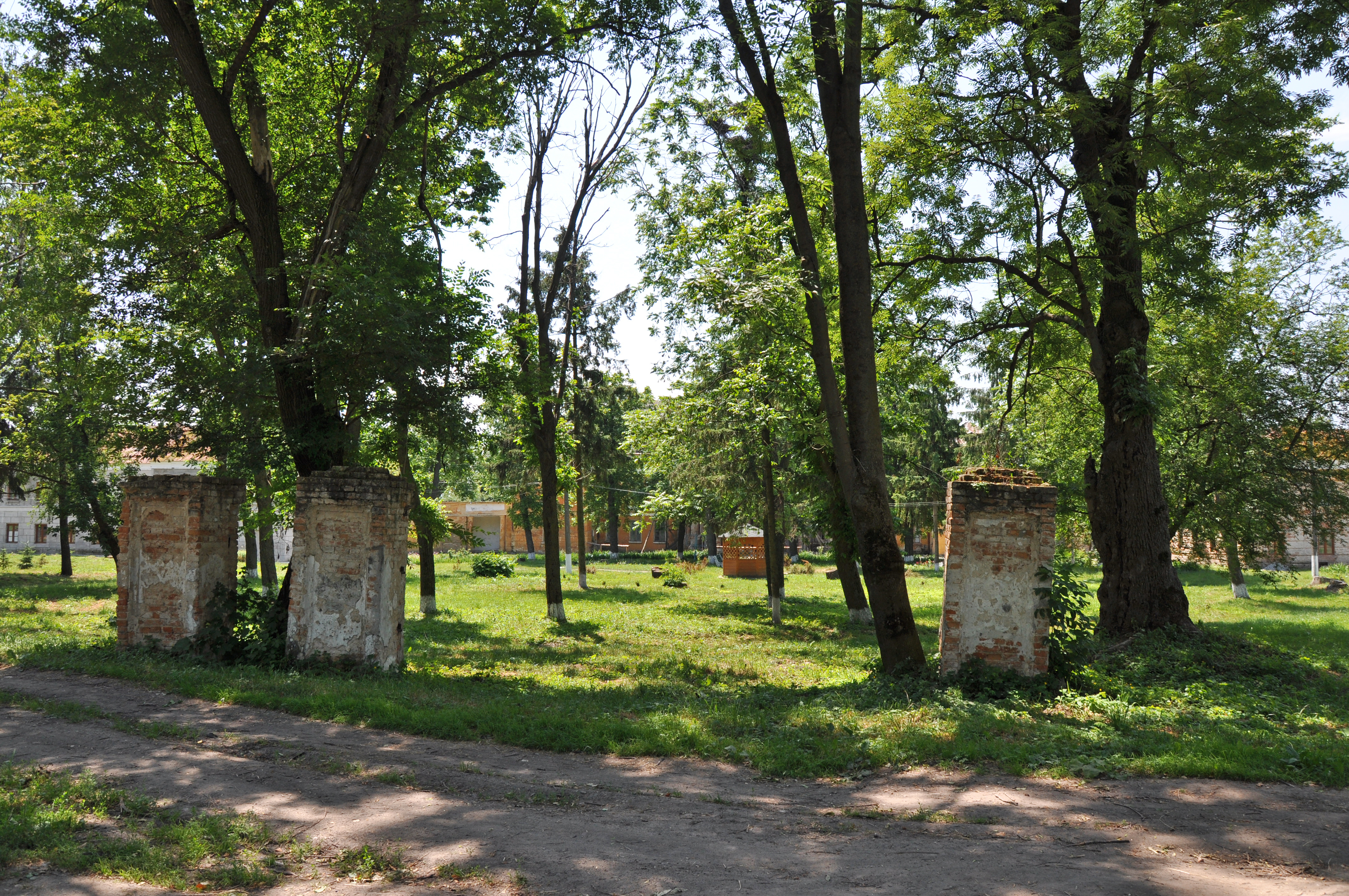
Руїни муру в парку
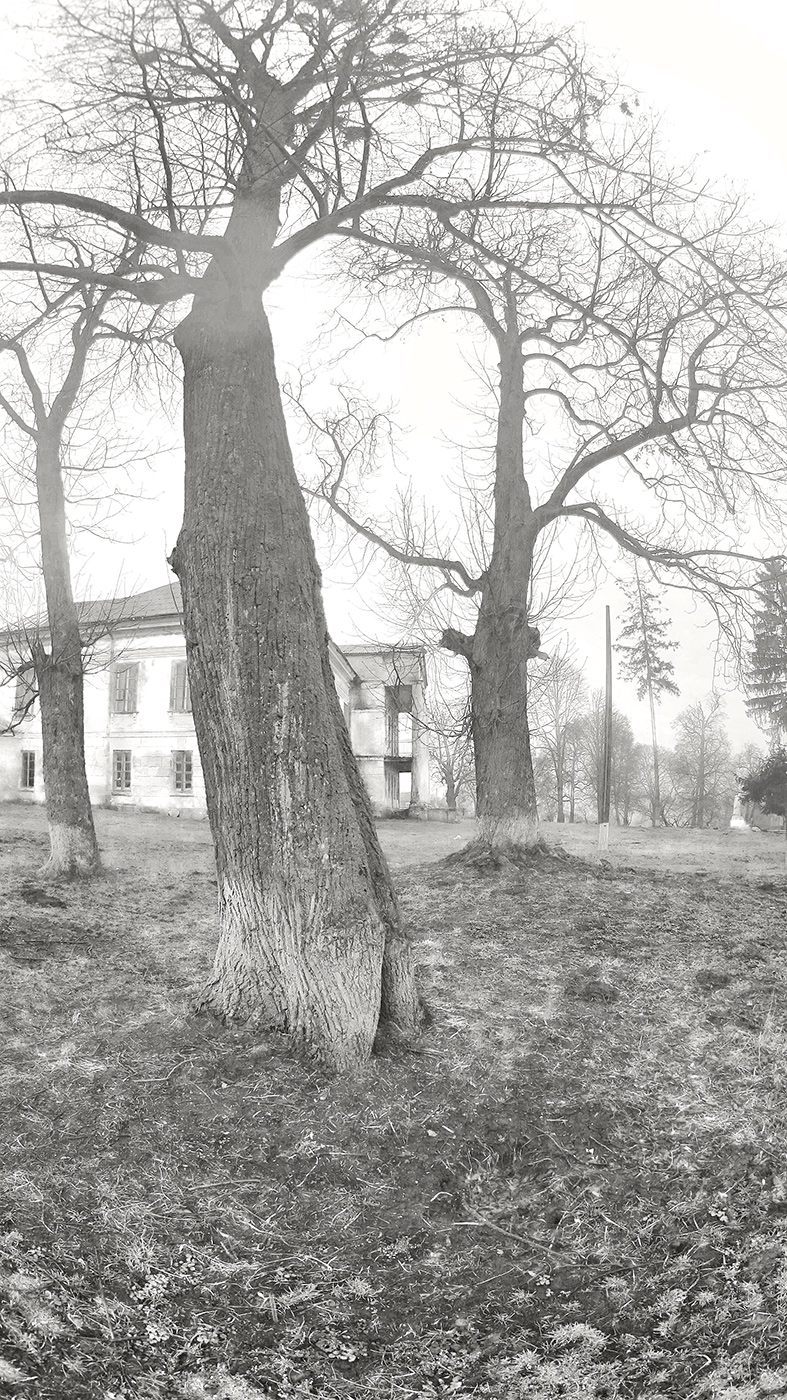
Дерево в парку